# Château de Saint-Jean-le-Priche
Le château Saint-Jean est situé sur la commune de Saint-Jean-le-Priche, rattachée depuis 1972 à Mâcon en Saône-et-Loire.

## Description
- Le château est une propriété privée et ne se visite pas.

## Historique
- XVIIe et XVIIIe siècles : construction du château
- XIXe et XXe siècles : propriété des Barbentane, dont Louis Antoine de Robin, comte de Barbentane (1812 - 1869), député au Corps Législatif, maire de Saint-Jean et membre du conseil général de Saône-et-Loire qui épouse, en 1839, Charlotte de Bongars, fille du colonel vicomte de Bongars.
- XXIe siècle : maison de retraite
- Période actuelle : propriété privée